# Lliga d'Universitats d'Investigació Europees
Segons la seva declaració de principis, la Lliga d'Universitats d'Investigació Europees (LERU) és "un grup d'universitats europees dedicades a la investigació, compromeses amb els valors de l'ensenyament d'alta qualitat dintre d'un entorn d'investigació internacional competitiva".
Fundada l'any 2002, com una societat entre 12 de les millors universitats d'investigació d'Europa, el 2006 va integrar a 8 universitats més. El 2017 es va ampliar a 23 universitats. Es va establir la seu a Leuven (Lovaina), Bèlgica.

## Universitats membres
Les 23 universitats membres de la LERU són: 
Alemanya:
- Universitat Albert Ludwigs de Friburg
- Universitat Ruprecht Karls de Heidelberg
- Universitat Ludwig Maximilians de Múnic (LMU)

Bèlgica:
- Universitat Catòlica de Leuven

Dinamarca:
- Universitat de Copenhagen

Finlàndia:
- Universitat de Hèlsinki

Espanya:
- Universitat de Barcelona

França:
- Universitat de la Sorbona
- Universitat Paris-Saclay
- Universitat d'Estrasburg

Irlanda:
- Trinity College Dublin

Itàlia:
- Universitat de Milà

Països Baixos:
- Universitat d'Amsterdam
- Universitat de Leiden
- Universitat d'Utrecht

Regne Unit:
- Imperial College London
- Universitat de Cambridge
- Universitat d'Edimburg
- University College de Londres
- Universitat d'Oxford

Suècia:
- Universitat de Lund

Suïssa:
- Universitat de Ginebra
- Universitat de Zúric

## Xifres
Conjuntament, les universitats membres de LERU compten amb:
- 550,000 estudiants, inclosos 50,000 estudiants de doctorat.
- Cada any es concedeixen prop de 55,000 masters i 12,000 doctorats.
- La despesa total en recerca supera els 5.000 milions d'euros.
- Prop de 230 Premis Nobel Prize and guanyadors de la Field Medal han estudiat o treballat a les universitats LERU.
- 55,000 personal acadèmic i 55,000 personal no acadèmic treballen a les institucions membres.